# Mikkel Møldrup
Mikkel Tarp Møldrup (* 9. Dezember 1992 in Esbjerg) ist ein dänischer Handballspieler.

## Karriere
Mikkel Møldrup spielte in seiner Jugend für Sædding-Guldager Idrætsforening (SGI), Skanderborg Håndbold und Skjern Håndbold. Ab 2010 stand der 1,95 Meter große Handballtorwart bei TM Tønder in der zweithöchste dänischen Spielklasse, zwischen den Pfosten.
Zur Saison 2014/15 wechselte er zum HC Rhein Vikings (Damals Neusser HV/NHV1). Am Ende der Saison 2018/2019 verließ Møldrup den Verein und wechselte nach Luxemburg zu den Red Boys Differdange.

## Sonstiges
Møldrup studiert Jura in Dänemark.